# Indiska adelstitlar
Enligt den indiska grundlagen är det förbjudet att förläna adelstitlar och liknande, men inget hindrar de gamla indiska furstefamiljerna att fortsätta använda sina titlar.
| Indiska härskarbenämningar, adelstitlar med mera | Indiska härskarbenämningar, adelstitlar med mera                               |
| ------------------------------------------------ | ------------------------------------------------------------------------------ |
| Yuvaraj                                          | Tronarvinge                                                                    |
| Yuvraj                                           | Tronarvinge                                                                    |
| Yubraj                                           | Tronarvinge                                                                    |
| Jubraj                                           | Tronarvinge                                                                    |
| Tikka                                            | Tronarvinge                                                                    |
| Yuvarani                                         | Hustru till tronarvinge                                                        |
| Yuvarajkumar                                     | Barn till tronarvinge                                                          |
| Yuvarajkumari                                    | Barn till tronarvinge                                                          |
| Kumar                                            | Manlig tronarvinge på svärdssidan (tre generationer)                           |
| Kunwar                                           | Manlig tronarvinge på svärdssidan (tre generationer)                           |
| Kumari                                           | Kvinnlig tronarvinge på svärdssidan                                            |
| Maharadjadhiraja Bahadur                         | Frejdad konungars konung                                                       |
| Maharani                                         | Hustru till Maharadjadhiraja Bahadur                                           |
| Maharaj Kumar                                    | Son till Maharadjadhiraja Bahadur                                              |
| Maharaj Kumari                                   | Dotter till Maharadjadhiraja Bahadur                                           |
| Maharajadhiraj                                   | Konungarnas konung                                                             |
| Maharani                                         | Hustru till Maharajadhiraj eller Sawai Maharaja Bahadur eller Maharaja Bahadur |
| Maharaj Kumar                                    | Son till Maharajadhiraj eller Sawai Maharaja Bahadur eller Maharaja Bahadur    |
| Maharaj Kumari                                   | Dotter till Maharajadhiraj eller Sawai Maharaja Bahadur eller Maharaja Bahadur |
| Sawai Maharaja Bahadur                           | Hög frejdad Stor Kung                                                          |
| Maharaja Bahadur                                 | Frejdad Stor Konung                                                            |
| Maharaja                                         | Stor Konung                                                                    |
| Maharana                                         | Stor Konung                                                                    |
| Mahatma                                          | Hederstitel                                                                    |
| Pandit                                           | Hederstitel                                                                    |
| Rai Bahadur                                      |                                                                                |
| Rai Sahib                                        |                                                                                |
| Rai                                              |                                                                                |
| Rajadhiraja Bahadur                              | Frejdad Konungars Konung                                                       |
| Rani                                             | Hustru till Rajadhiraja Bahadur eller Rajadhiraja m.fl.                        |
| Rajmata                                          | Hustru till Rajadhiraja Bahadur eller Rajadhiraja m.fl.                        |
| Rajkumar                                         | Son till Rajadhiraja Bahadur eller Rajadhiraja m.fl.                           |
| Rajkumari                                        | Dotter till Rajadhiraja Bahadur eller Rajadhiraja m.fl.                        |
| Raj                                              | Det rike som tillhör Rajadhiraja Bahadur eller Rajadhiraja m.fl.               |
| Rajadhiraja                                      | Konungarnas Konung                                                             |
| Raja Bahadur                                     | Frejdad Konung                                                                 |
| Raja                                             | Konung                                                                         |
| Rajput                                           | Furste, prins                                                                  |
| Rana                                             | Konung                                                                         |
| Rao Bahadur                                      | Frejdad furste, prins                                                          |
| Rao Sahib                                        | "Härskande furste"                                                             |
| Rao                                              | Furste, prins                                                                  |
| Rawal                                            | Konung                                                                         |
| Rawat                                            | Konung                                                                         |
| Raya                                             | Konung                                                                         |
| Thakur                                           | Furste                                                                         |
| Thakore                                          | Furste                                                                         |
| Thakuran                                         | Furste                                                                         |
| Thakurani                                        | Hustru till Thakuran                                                           |
| Kumar                                            | Son till Thakuran                                                              |
| Kunwar                                           | Dotter till Thakuran                                                           |
| Bhamar, Bhanwar                                  | Sonson till Thakuran                                                           |
| Thikana                                          | Rike som tillhör Bhamar, Bhanwar                                               |
| Militära titlar                                  |                                                                                |
| Sardar                                           | Befälhavare                                                                    |
| Sardarni                                         | Befälhavares hustru                                                            |
| Titlar under mogulväldet                         |                                                                                |
| Amir                                             |                                                                                |
| Nasir                                            |                                                                                |
| Nizam                                            |                                                                                |
| Padshah, Badshah                                 | Storkonung eller Kejsare                                                       |
| Shah, Sher                                       | Konung                                                                         |
| Shahzada                                         | Barn till Shah                                                                 |
| Shahzadi                                         | Barn till Shah                                                                 |
| Jah                                              | "Den lysande"                                                                  |
| Umara (ul)                                       | Samma som Amir                                                                 |
| Mulk (ul)                                        | Samma som "Suveränen"                                                          |
| Daulah (ud)                                      |                                                                                |
| Jang                                             | "Krigare"                                                                      |
| Nawab Bahadur                                    | Frejdad vicekung                                                               |
| Begum                                            | Nawabs hustru                                                                  |
| Nawabzada                                        | Nawabs son                                                                     |
| Nawabzadi                                        | Nawabs dotter                                                                  |
| Nawab                                            | Vicekonung                                                                     |
| Khan Bahadur                                     | Frejdad Herre                                                                  |
| Khanzada                                         | Son till Khan Bahadur                                                          |
| Khanum                                           | Dotter till Khan Bahadur                                                       |
| Khan                                             | Herre                                                                          |
| Khanzada                                         | Son till Khan                                                                  |
| Khan                                             | Dotter till Khan                                                               |
| Shah                                             | Konung (pers.)                                                                 |
| Sultan                                           | Härskare                                                                       |